# Oldenbourg Grundriss der Geschichte
Die Buchreihe Oldenbourg Grundriss der Geschichte (OGG) ist eine ständig wachsende, seit 1978 erscheinende Reihe von geschichtswissenschaftlichen Lehr- und Studienbüchern des Münchener Oldenbourg Wissenschaftsverlages, seit 2013 des Berliner Verlags Walter de Gruyter.
Die ersten zwanzig Bände widmen sich den großen Kulturen der klassischen Antike, dem europäischen Mittelalter, der Frühen Neuzeit in Europa sowie der Neuesten Geschichte, die immer weniger eurozentriert dargestellt werden, sowie mit einigen Bänden der deutschen Geschichte. Daran anschließend erscheinen nach und nach Bücher, die auch außereuropäische Kulturen, speziellere Themen und prähistorische Aspekte ansprechen.
Was die Reihe von vergleichbaren Werken unterscheidet, ist das Konzept der Dreiteilung jedes Bandes. Jeder Autor – der im Übrigen immer ein besonders profilierter seines Fachgebietes ist – muss sein Buch in bestimmten vorgegebenen Parametern schreiben:
1. Der erste Teil ist die Darstellung. Hier wird der zum Publikationszeitpunkt aktuelle Stand der Forschung zum jeweiligen Thema vorgestellt.
2. Der zweite Teil behandelt die Grundprobleme und Tendenzen der Forschung. Besonders dieser Teil ist sehr wertvoll, weil er (da sich die Bücher in erster Linie an Studierende wenden) eine Einführung in die jeweils aktuellen Forschungsprobleme und Debatten gibt.
3. Der dritte Teil Quellen und Literatur ist eine umfangreiche Bibliografie, die im Allgemeinen wie auch die anderen beiden Punkte etwa ein Drittel des Werkes einnimmt und somit meist 1000 oder mehr Einträge umfasst. Damit sind die Bücher auch in bibliografischer Hinsicht wertvoll und gehen über solche mit einem gewöhnlichen Literaturverzeichnis weit hinaus.

Betreut wird die Reihe von Hans Beck und Karl-Joachim Hölkeskamp als Nachfolger von Jochen Bleicken für die Alte Geschichte, von Steffen Patzold als Nachfolger von Hermann Jakobs für das Mittelalter sowie von Achim Landwehr und Benedikt Stuchtey als Nachfolger von Lothar Gall für die Neue Geschichte.
Wichtiges Anliegen der Reihe ist es auch, möglichst auf dem aktuellen Forschungsstand zu bleiben. Deshalb wird angestrebt, die einzelnen Bände immer wieder zu aktualisieren und zu überarbeiten, entweder durch den ursprünglichen oder durch einen neuen Autor. So liegen einige Bände schon in mehrfachen Neuauflagen vor. Dabei wird teils vom ursprünglichen Zuschnitt und Titel abgewichen: So soll es in der nächsten Auflage zwei getrennte Bände zu Spätantike und Völkerwanderung geben, um der Zunahme an Forschungen zu diesen Bereichen Rechnung tragen zu können.
Schwesterprojekt ist die nach demselben Konzept aufgebaute Reihe Enzyklopädie deutscher Geschichte.

## Ausgaben
Die bisher erschienenen beziehungsweise vorgesehenen Bände:
| Band  | Titel                                                                                     | Autor                                          | Auflage/Jahr (Erstausgabe) | Anmerkung | ISBN                   |
| ----- | ----------------------------------------------------------------------------------------- | ---------------------------------------------- | -------------------------- | --- | ---------------------- |
| 1a    | Griechische Geschichte                                                                    | Wolfgang Schuller                              | 6/2008 (1980)              | 1. bis 5. Auflage als Band 1 gezählt; Neubearbeitung als Band 50 durch Raimund Schulz, Uwe Walter                      | ISBN 978-3-486-58715-9 |
| 1b    | Geschichte des Hellenismus                                                                | Hans-Joachim Gehrke                            | 4/2008 (1990)              | 1. bis 3. Auflage als Band 1a gezählt; Neubearbeitung als Band 51 durch Peter Franz Mittag                             | ISBN 978-3-486-58785-2 |
| 2     | Geschichte der Römischen Republik                                                         | Jochen Bleicken                                | 6/2004 (1980)              | | ISBN 3-486-49666-2     |
| 3     | Geschichte der Römischen Kaiserzeit                                                       | Werner Dahlheim                                | 3/2003 (1984)              | | ISBN 3-486-49673-5     |
| 4     | Spätantike und Völkerwanderung                                                            | Jochen Martin                                  | 4/2001 (1987)              | | ISBN 3-486-49684-0     |
| 5     | Das Frankenreich                                                                          | Reinhard Schneider                             | 4/2001 (1982)              | | ISBN 3-486-49694-8     |
| 6     | Die Formierung Europas 840–1046                                                           | Johannes Fried                                 | 3/2008 (1991)              | | ISBN 978-3-486-49703-8 |
| 7     | Kirchenreform und Hochmittelalter 1046–1215                                               | Hermann Jakobs                                 | 4/1999 (1984)              | | ISBN 3-486-49714-6     |
| 8     | Europa im Spätmittelalter 1215–1378                                                       | Ulf Dirlmeier, Gerhard Fouquet, Bernd Fuhrmann | 2/2009 (2003)              | | ISBN 978-3-486-58796-8 |
| 9     | Das 15. Jahrhundert                                                                       | Erich Meuthen                                  | 5/2012 (1980)              | Überarbeitung durch Claudia Märtl                                                                                      | ISBN 978-3-486-71720-4 |
| 10    | Reformation und Gegenreformation                                                          | Heinrich Lutz                                  | 5/2002 (1979)              | Überarbeitung durch Alfred Kohler; Neubearbeitung als Band 39 durch Alfred Kohler                                      | ISBN 3-486-49585-2     |
| 11    | Barock und Aufklärung                                                                     | Heinz Duchhardt, Matthias Schnettger           | 5/2015 (1989)              | 1. bis 3. Auflage unter dem Titel Das Zeitalter des Absolutismus; Neubearbeitung als Band 54 durch Matthias Schnettger | ISBN 978-3-486-76730-8 |
| 12    | Vom Ancien Régime zum Wiener Kongress                                                     | Elisabeth Fehrenbach                           | 5/2008 (1981)              | | ISBN 978-3-486-58587-2 |
| 13    | Europa zwischen Restauration und Revolution 1815–1849                                     | Dieter Langewiesche                            | 5/2007 (1985)              | Neubearbeitung als Band 41 durch Andreas Fahrmeir                                                                      | ISBN 3-486-49765-0     |
| 14    | Europa auf dem Weg in die Moderne 1850–1890                                               | Lothar Gall                                    | 5/2009 (1984)              | | ISBN 978-3-486-58718-0 |
| 15    | Das Zeitalter des Imperialismus                                                           | Gregor Schöllgen                               | 5/2009 (1986)              | Überarbeitung durch Friedrich Kießling; Neubearbeitung als Band 53 durch Friedrich Kießling                            | ISBN 978-3-486-58868-2 |
| 16    | Die Weimarer Republik                                                                     | Eberhard Kolb, Dirk Schumann                   | 9/2022 (1984)              | | ISBN 978-3-486-71267-4 |
| 17    | Das Dritte Reich                                                                          | Klaus Hildebrand                               | 7/2009 (1979)              | Neubearbeitung als Band 45 durch Jörg Echternkamp                                                                      | ISBN 978-3-486-59200-9 |
| 18    | Europa im Ost-West-Konflikt 1945–1991                                                     | Jost Dülffer                                   | 5/2004 (1979)              | 1. bis 4. Auflage unter dem Titel Europa in der Weltpolitik der Nachkriegszeit 1945–1963 von Andreas Hillgruber        | ISBN 3-486-49105-9     |
| 19    | Die Bundesrepublik Deutschland. Entstehung und Entwicklung bis 1969                       | Rudolf Morsey                                  | 5/2007 (1987)              | | ISBN 3-486-58319-0     |
| 19a   | Die Bundesrepublik Deutschland 1969–1990                                                  | Andreas Rödder                                 | 2004                       | | ISBN 3-486-56697-0     |
| 20    | Die DDR 1945–1990                                                                         | Hermann Weber                                  | 5/2012 (1988)              | 1. Auflage unter dem Titel Die DDR 1945–1986                                                                           | ISBN 978-3-486-70440-2 |
| 21    | Europa zwischen den Weltkriegen                                                           | Horst Möller                                   | 1998                       | | ISBN 3-486-52321-X     |
| 22    | Byzanz 565–1453                                                                           | Peter Schreiner                                | 4/2011 (1986)              | 1. und 2. Auflage unter dem Titel Byzanz                                                                               | ISBN 978-3-486-70271-2 |
| 23    | Geschichte Altamerikas                                                                    | Hanns J. Prem                                  | 2/2008 (1998)              | | ISBN 978-3-486-53032-2 |
| 24    | Die islamische Welt bis 1500                                                              | Tilman Nagel                                   | 1998                       | | ISBN 3-486-53011-9     |
| 25    | Geschichte Alt-Vorderasiens                                                               | Hans J. Nissen                                 | 2/2011 (1999)              | | ISBN 978-3-486-59223-8 |
| 26    | Geschichte Chinas bis zur mongolischen Eroberung 250 v. Chr.–1279 n. Chr.                 | Helwig Schmidt-Glintzer                        | 1999                       | | ISBN 3-486-56402-1     |
| 27    | Geschichte Afrikas im 19. und 20. Jahrhundert                                             | Leonhard Harding                               | 3/2013 (1999)              | | ISBN 978-3-486-71702-0 |
| 28    | Die USA vor 1900                                                                          | Willi Paul Adams                               | 2/2009 (2000)              | | ISBN 978-3-486-58940-5 |
| 29    | Die USA im 20. Jahrhundert                                                                | Willi Paul Adams                               | 3/2012 (2000)              | Überarbeitung durch Manfred Berg                                                                                       | ISBN 978-3-486-71723-5 |
| 30    | Der Osmanische Staat 1300–1922                                                            | Klaus Kreiser                                  | 2/2008 (2001)              | | ISBN 978-3-486-58588-9 |
| 31    | Die Sowjetunion 1917–1991                                                                 | Manfred Hildermeier                            | 3/2016 (2001)              | | ISBN 978-3-486-71848-5 |
| 32    | Großbritannien 1500–2000                                                                  | Peter Wende                                    | 2001                       | | ISBN 3-486-56180-4     |
| 33    | Russische Geschichte 1547–1917                                                            | Christoph Schmidt                              | 2/2009 (2003)              | | ISBN 978-3-486-58721-0 |
| 34    | Indische Geschichte bis 1750                                                              | Hermann Kulke                                  | 2005                       | | ISBN 3-486-55741-6     |
| 35    | Geschichte Chinas 1279–1949                                                               | Sabine Dabringhaus                             | 3/2015 (2006)              | | ISBN 978-3-486-78112-0 |
| 36    | Das moderne Japan 1868–1952. Von der Meiji-Restauration bis zum Vertrag von San Francisco | Gerhard Krebs                                  | 2009                       | | ISBN 978-3-486-55894-4 |
| 37    | Geschichte des alten Israel                                                               | Manfred Clauss                                 | 2009                       | | ISBN 978-3-486-55927-9 |
| 38    | Ostmitteleuropa im 19. und 20. Jahrhundert                                                | Joachim von Puttkamer                          | 2010                       | | ISBN 978-3-486-58169-0 |
| 39    | Von der Reformation zum Westfälischen Frieden                                             | Alfred Kohler                                  | 2011                       | Neubearbeitung von Band 10                                                                                             | ISBN 978-3-486-59803-2 |
| 40    | Das moderne Indien 1498 bis 2004                                                          | Jürgen Lütt                                    | 2012                       | | ISBN 978-3-486-58161-4 |
| 41    | Europa zwischen Restauration, Reform und Revolution 1815–1850                             | Andreas Fahrmeir                               | 2012                       | Neubearbeitung von Band 13                                                                                             | ISBN 978-3-486-70939-1 |
| 42    | Geschichte der USA                                                                        | Manfred Berg                                   | 2013                       | | ISBN 978-3-486-70482-2 |
| 43    | Europe in Late Antiquity                                                                  | Ian N. Wood                                    | 2025                       | | ISBN 978-3-11-035264-1 |
| 44    | Volksrepublik China                                                                       | Klaus Mühlhahn                                 | 2017                       | | ISBN 978-3-11-035530-7 |
| 45    | Das Dritte Reich. Diktatur, Volksgemeinschaft, Krieg                                      | Jörg Echternkamp                               | 2018                       | Neubearbeitung von Band 17                                                                                             | ISBN 978-3-486-75569-5 |
| 46    | Die Entstehung Griechenlands                                                              | Christoph Ulf, Erich Kistler                   | 2020                       | | ISBN 978-3-486-52991-3 |
| 47    | Medieval Monasticisms. Forms and Experiences of the Monastic Life in the Latin West       | Steven Vanderputten                            | 2020                       | | ISBN 978-3-11-054377-3 |
| 48    | Lateinamerika 1800–1930                                                                   | Christine Hatzky, Barbara Potthast             | 2021                       | | ISBN 978-3-11-034999-3 |
| 49    | Lateinamerika seit 1930                                                                   | Christine Hatzky, Barbara Potthast             | 2021                       | | ISBN 978-3-11-073522-2 |
| 50    | Griechische Geschichte ca. 800–322 v. Chr.                                                | Raimund Schulz, Uwe Walter                     | 2022                       | 2 Bände (1: Darstellung, 2: Forschung und Literatur); Neubearbeitung von Band 1a                                       | ISBN 978-3-11-078272-1 |
| 51    | Geschichte des Hellenismus                                                                | Peter Franz Mittag                             | 2023                       | Neubearbeitung von Band 1b                                                                                             | ISBN 978-3-11-064859-1 |
| 52    | Europa an der Schwelle zur Hochmoderne (1870–1890)                                        | Jörg Requate                                   | 2023                       | | ISBN 978-3-11-035937-4 |
| 53    | Europa im Zeitalter des Imperialismus 1890–1918                                           | Friedrich Kießling                             | 2023                       | Neubearbeitung von Band 15                                                                                             | ISBN 978-3-486-76385-0 |
| 54    | Das 17. Jahrhundert. Krisen, Kriege, Konsolidierungen                                     | Matthias Schnettger                            | 2024                       | Neubearbeitung von Band 11                                                                                             | ISBN 978-3-11-073767-7 |
| 55    | Geschichtsschreibung. Geschichte und Theorie                                              | Stefan Jordan                                  | 2024                       | | ISBN 978-3-11-061078-9 |
| i. V. | Germanische Reichsbildung in der Völkerwanderungszeit                                     | Helmut Reimitz                                 |                            | |                        |
| i. V. | Die ägäische Welt. Troja, Kreta und Mykene                                                | Wolf-Dietrich Niemeier                         |                            | |                        |
| i. V. | Das koloniale Iberoamerika                                                                | Horst Pietschmann                              |                            | |                        |
| i. V. | Europa nach der Revolution. Reaktion und Fortschritt 1850–1870                            | Torsten Riotte                                 |                            | |                        |